# Jedenastozgłoskowiec

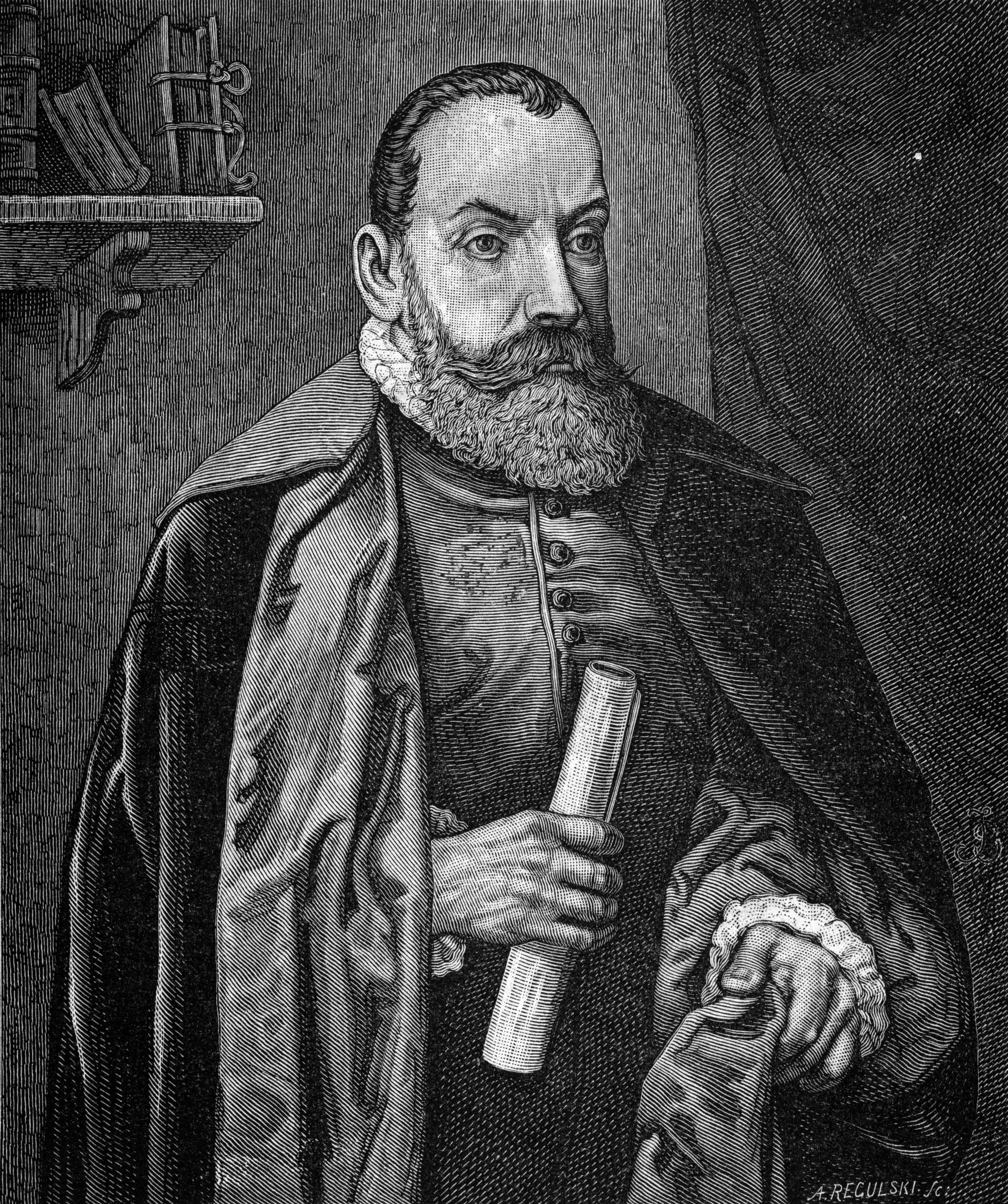
Jan Kochanowski

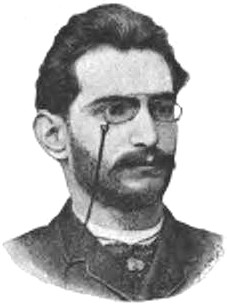
Antoni Lange

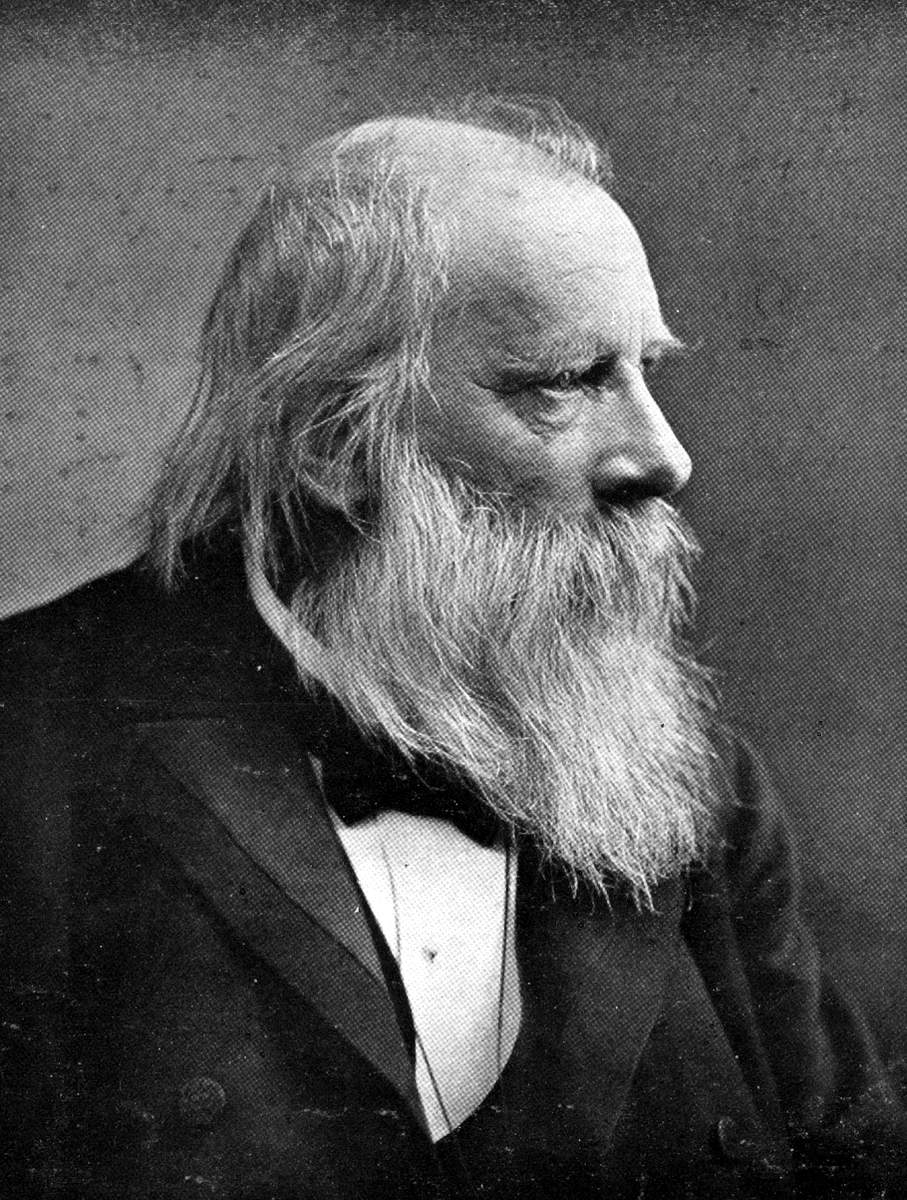
Jaroslav Vrchlický

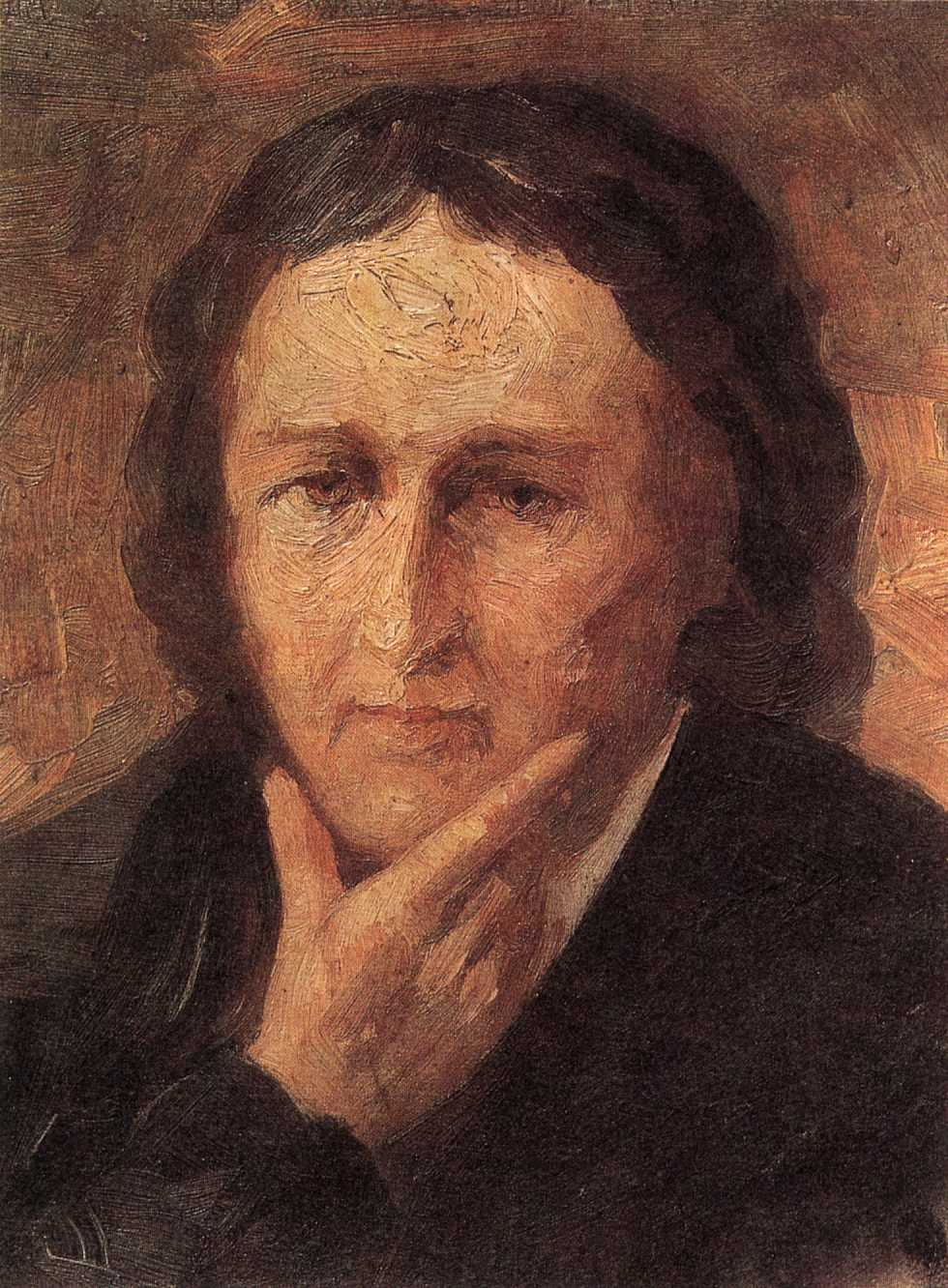
France Prešeren

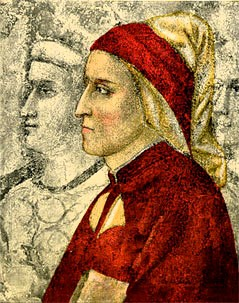
Dante Alighieri

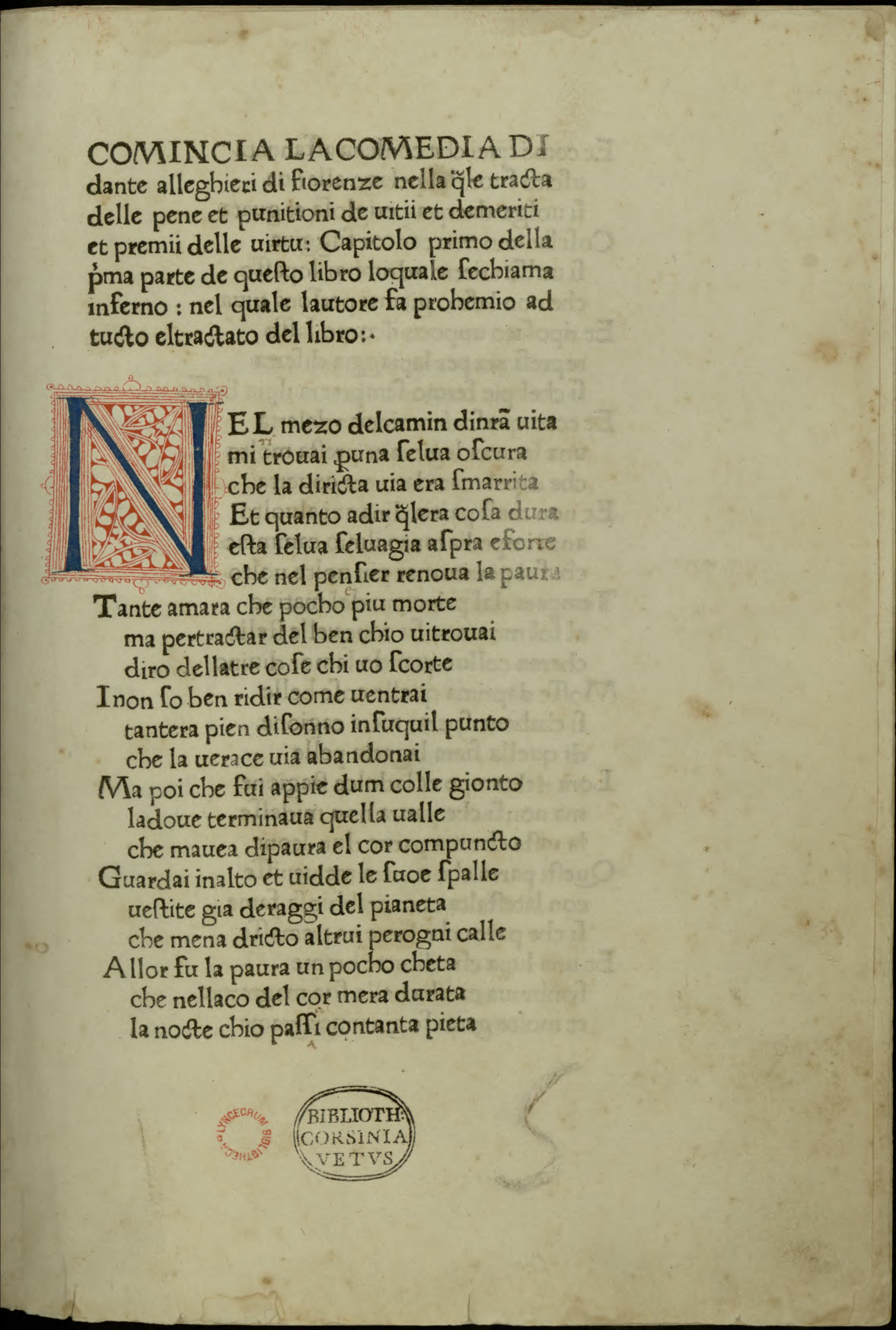
Początek Boskiej komedii Dantego

Jedenastozgłoskowiec – format wiersza sylabicznego, w którym w każdym wersie występuje jedenaście sylab. W poezji polskiej średniówka występuje w nim przeważnie po sylabie piątej, bardzo rzadko po czwartej lub szóstej. Jako format wiersza sylabotonicznego przeważnie w postaci bezśredniówkowej.
Znane dzieła pisane jedenastozgłoskowcem:
- Jan Kochanowski – Szachy, Odprawa posłów greckich
- Piotr Kochanowski – przekład utworu Jerozolima wyzwolona Tassa
- Ignacy Krasicki – Monachomachia, Hymn do miłości Ojczyzny
- Juliusz Słowacki – Beniowski, Król-Duch, Balladyna
- Adam Mickiewicz – Grażyna
- Dante Alighieri – Boska komedia

Jedenastozgłoskowiec stanowi w literaturze polskiej naturalne tworzywo form stroficznych pochodzenia włoskiego, jak tercyna, sekstyna, oktawa i sonet, pisanych po włosku miarą jedenastozgłoskową (endecasillabo), jakkolwiek w sonecie na pierwsze miejsce wysunął się w okresie romantyzmu trzynastozgłoskowiec. Jedenastozgłoskowiec występuje też w strofie safickiej.

Z ludźmi pospołu i miasta i grody
Nieuśmierzone zatopiły wody;
Nie wysiedział się pasterz z bydłem wcale
Na żadnej skale.

Jedenastozgłoskowiec jest formalnym i funkcjonalnym odpowiednikiem angielskiego pentametru jambicznego, używanego przez  Williama Szekspira i Johna Miltona. Można go odnaleźć w bardzo wielu tłumaczeniach z angielskiego.

Wąż to piekielny, którego złośliwość,
Karmiona zbrodnią i zemstą — uwiodła
Matkę ludzkości; który dla swej pychy
Strącony z niebios z tłumem zbuntowanych
Swoich aniołów. — Przez nich on zamierzał
Sam zasiąść w chwale ponad towarzysze,
Ufny, że z Panem zrówna się Wszechmocnym,
Gdy mu wytoczy bój; w zuchwałym celu
Przeciw tronowi i monarchii Boga
Jął się bezbożnych walk — i dumnie walczył
W próżnych zapasach. — Potęga Wszechmocna
W przepaść go z jasnych strąciła eterów
Z głuchym łomotem — precz — w głąb — ku bezdennej
Zagładzie — w otchłań, aby w diamentowych
Żył tam łańcuchach i w ogniu piekielnym,
Cierpiąc, że podniósł ramię przeciw Bogu. —

O polskim jedenastozgłoskowcu pisało wielu wersologów, w tym Kazimierz Wóycicki, Karol Wiktor Zawodziński, Maria Dłuska, Maria Renata Mayenowa, Stanisław Furmanik, Lucylla Pszczołowska i Adam Kulawik. 
Przykładem zastosowania jedenastozgłoskowca w poezji polskiej mogą być utwory Sebastiana Grabowieckiego:

Wyrwałeś duszę, aby nie zginęła
Nazad rzuciwszy grzech, którym słynęła
Przeto iż piekło nie umie cię sławić
Ani grób, prawdą twoją chce się bawić.

Jedenastozgłoskowiec jest też od XIX wieku popularnym formatem w literaturze czeskiej. Różnica między polską a czeską realizacją tego rozmiaru polega na tym, że jedenastozgłoskowiec polski jest sylabiczny, a czeski sylabotoniczny (jambiczny). W polskim jedenastozgłoskowcu ustabilizowane są tylko dwa akcenty, na sylabie czwartej i dziesiątej, a w wierszu czeskim, przynajmniej teoretycznie, wszystkie - na parzystych sylabach wersu (sSsSsSsSsS).

Jak přivítat mám slunce, krále světa,
života kouzlo, dusi vsehomíra?
V něm všecko dýše, trvá, žije, zkvétá,
pln touhy mdlý zrak všady za ním zírá,
bez něho zem by poušť jen byla sirá, —
skal obrové i moře v tmavé tůni,
člověk, jenž z prachu temě svoje vzpírá,
vše v jeho záři bují a se sluní,
však nad propastmi jak v den prvý ono trůní!

Jambiczny jedenastozgłoskowiec (pięciostopowiec) jest wykorzystywany również w poezji słoweńskiej. Takim wierszem pisał swoje sonety France Prešeren.
Jedenastozgłoskowiec (endecasillabo) jest podstawowym formatem wiersza w literaturze włoskiej. Jednak szczegółowe reguły kompozycji tego rodzaju wiersza są bardziej skomplikowane niż w przypadku sylabizmu polskiego. 
Jedenastozgłoskowcem ujętym w tercyny posługiwał się Dante:

Per me si va ne la città dolente,
per me si va ne l'etterno dolore,
per me si va tra la perduta gente.
Giustizia mosse il mio alto fattore;
fecemi la divina podestate,
la somma sapïenza e ’l primo amore.
Dinanzi a me non fuor cose create
se non etterne, e io etterna duro.
Lasciate ogne speranza, voi ch’intrate.